# Jardin Jean-Bernard Lejeune

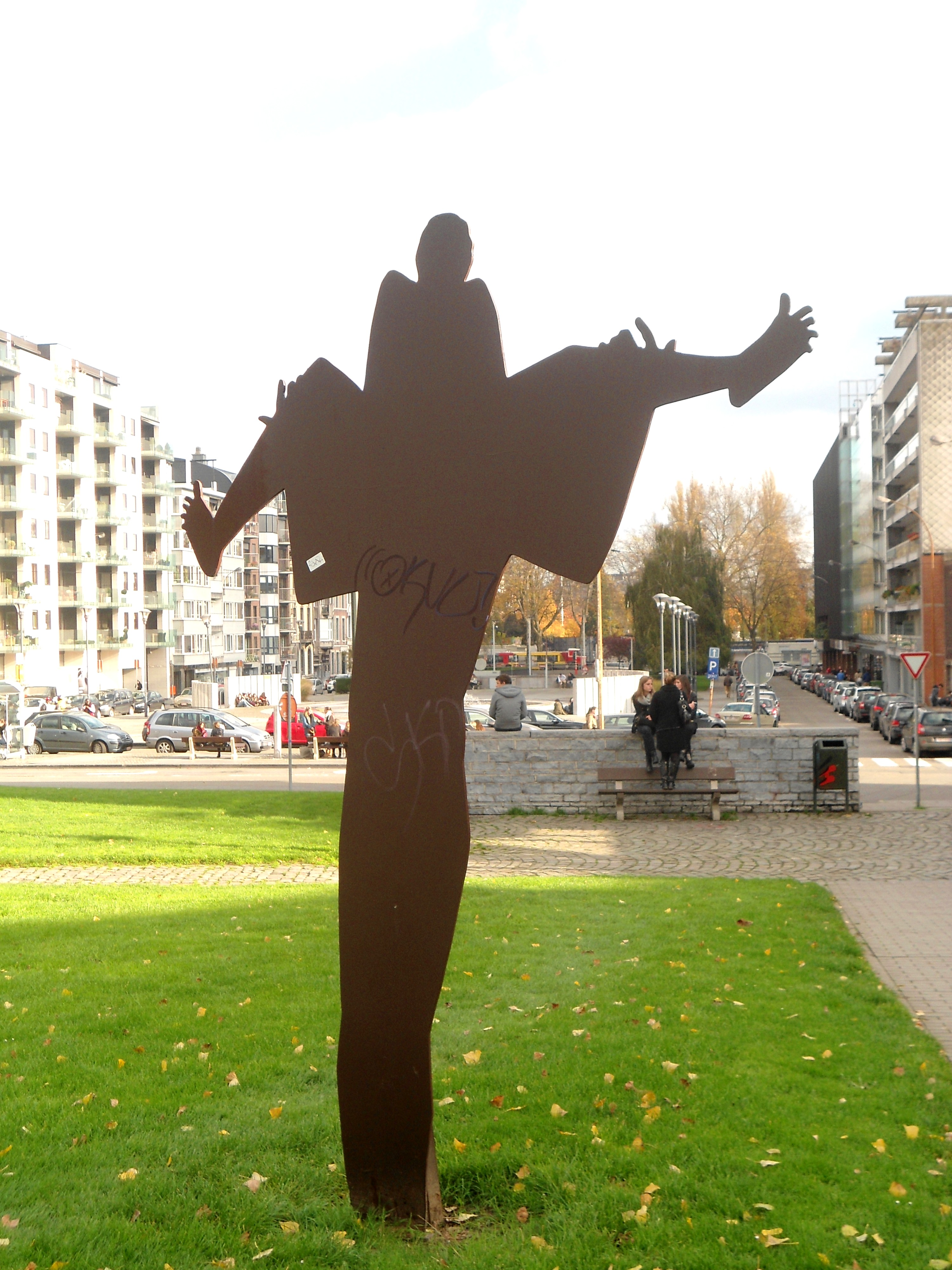
Sculpture L'Ombre de Mady Andrien

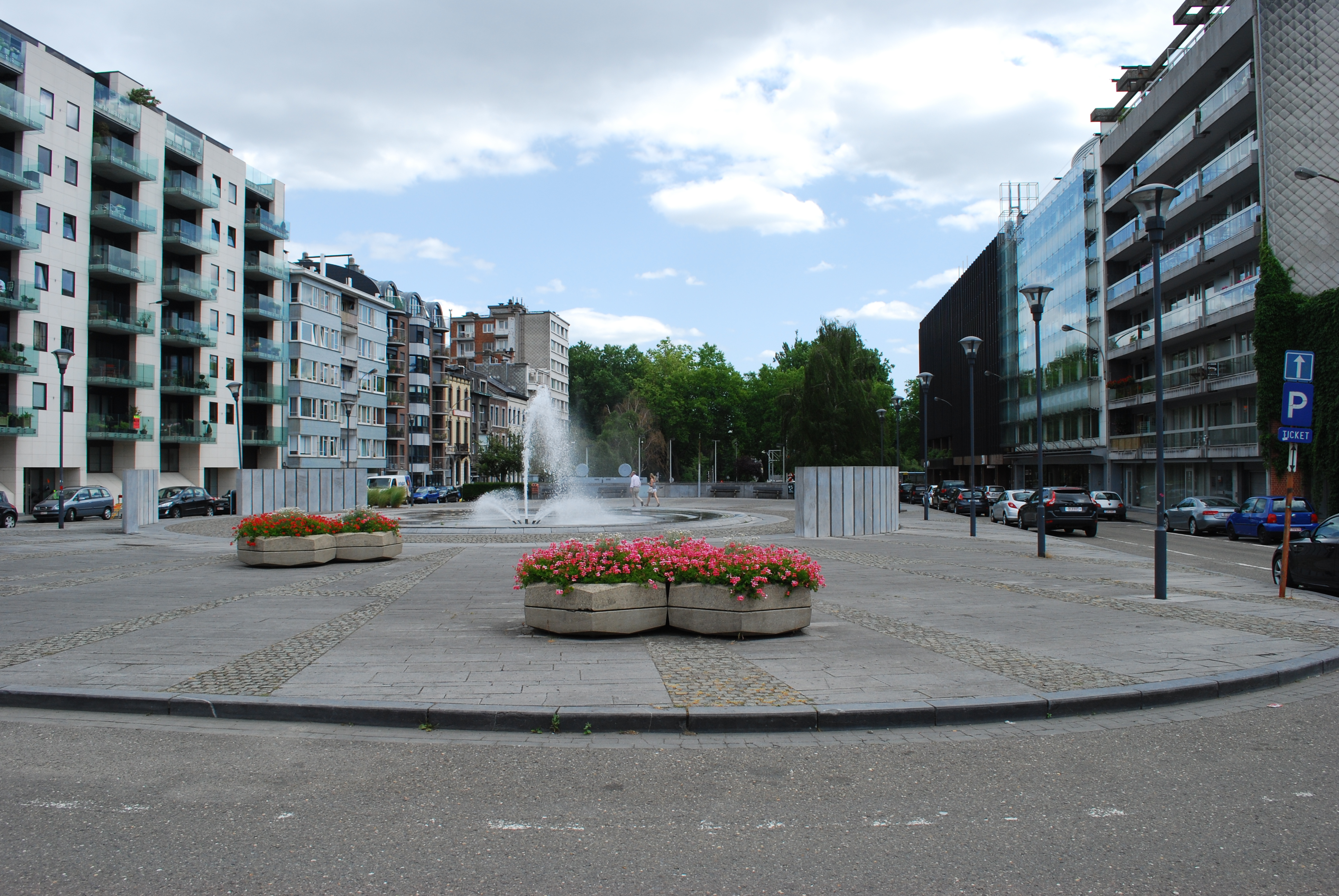
Fontaine Sainte-Marie

Le jardin Jean-Bernard Lejeune est un jardin de la ville de Liège, en Belgique aménagé au début des années 1970. Traversé par la rue Louvrex, il est situé non loin du centre-ville, au-dessus d'un tunnel servant de sortie à l'autoroute A602-E25.

## Œuvres
- Sculpture L'Ombre,  œuvre de l'artiste liégeoise Mady Andrien réalisée en 2002.
- Fontaine Sainte-Marie

## Article annexe
- Liste des parcs de Liège